# Donghol-Sigon

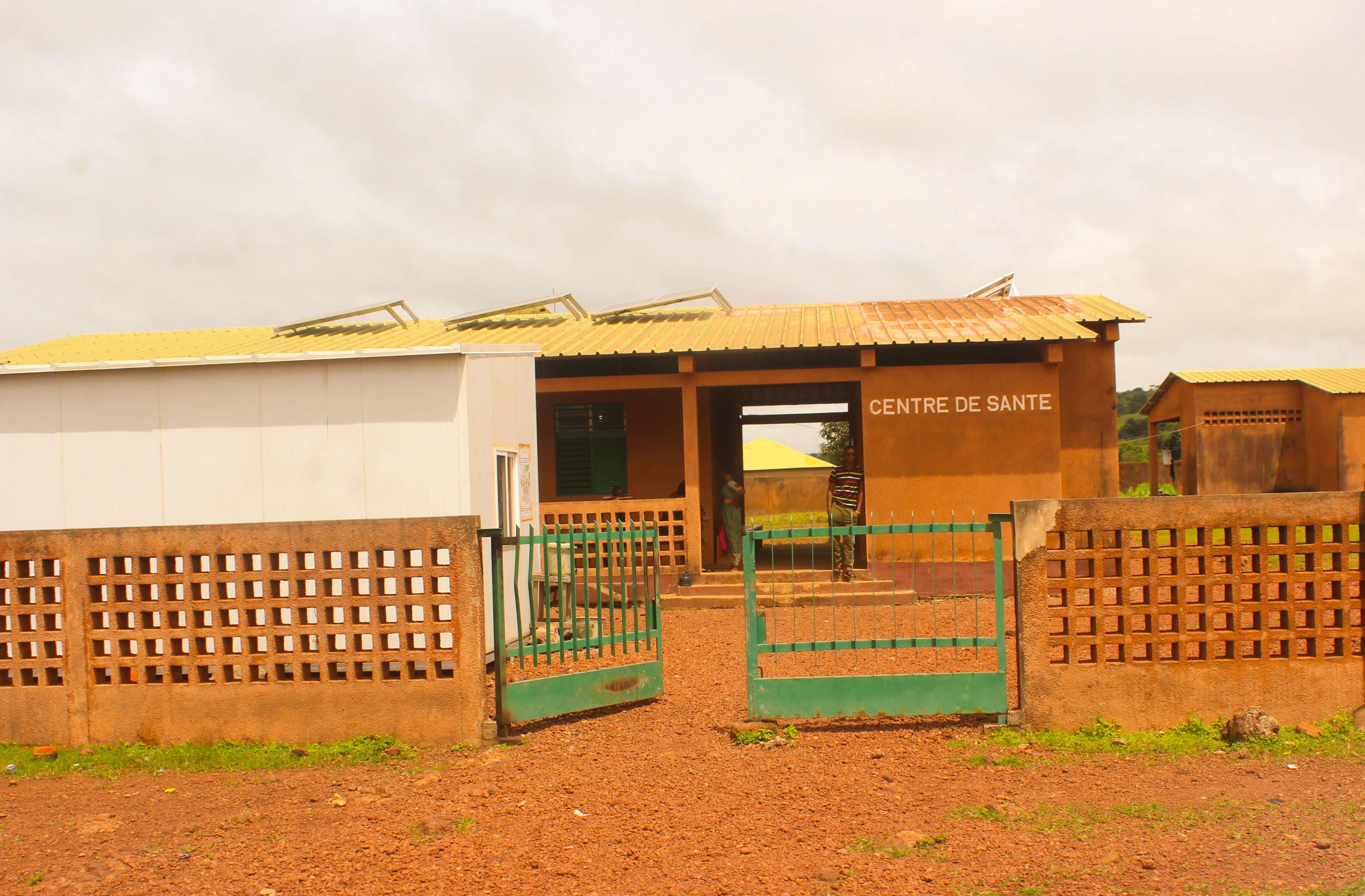

Donghol-Sigon es una localidad de la prefectura de Mali en la región de Labé, Guinea, con una población censada en marzo de 2014 de 25 222 habitantes.
Se encuentra ubicada al norte del país, cerca de la frontera con Senegal.